# Yukarıgülbahçe (Pertek)
Yukarıgülbahçe (türkisch für oberer Rosengarten) ist ein Dorf (Köy) im Landkreis Pertek der türkischen Provinz Tunceli. Im Jahr 2011 lebten in Yukarıgülbahçe 35 Menschen.